# Числа Стірлінга першого роду
В математиці , особливо в комбінаториці , числа Стерлінга першого роду виникають при вивченні перестановок. Зокрема, числа Стірлінга першого роду підраховують перестановки відповідно до їх кількості циклів (вважаючи нерухомі точки як цикли довжиною один).

## Означення
Вихідне визначення чисел Стірлінга першого роду було алгебричним вони є коефіцієнтами {\displaystyle s(n,k)}  при розкладі спадного факторіалу
{\displaystyle (x)_{n}=x(x-1)...(x-n+1).}
в степені змінної {\displaystyle x}:
{\displaystyle (x)_{n}=\sum _{k=0}^{n}s(n,k)x^{k}.}
Наприклад,{\displaystyle (x)_{3}=x(x-1)(x-2)=1x^{3}-3x^{2}+2x}, що призводить до значень {\displaystyle s(3,3)=1,s(3,2)=-3,s(3,1)=2.}
Згодом було виявлено, що абсолютні значення {\displaystyle |s(n,k)|} цих чисел дорівнюють кількості перестановок {\displaystyle n} елементної множини, які розкладаються в {\displaystyle k}  неперехресних циклів. Ці абсолютні значення, які відомі як беззнакові числа Стірлінга першого роду, часто позначаються {\displaystyle c(n,k)} або {\displaystyle {\binom {n}{k}}}.Наприклад, нехай {\displaystyle n=3}. Така множина має {\displaystyle 3!=6} перестановок. Найбільшу кількість циклів має  тотожна перестановка {\displaystyle \iota =(1)(2)(3)} три цикли. Два цикли мають три перестановки: {\displaystyle (1)(23),(2)(13),(3)(12)} і один цикл мають та дві перестановки: Таким чином, {\displaystyle {\begin{bmatrix}3\\3\end{bmatrix}}=1}, {\displaystyle {\begin{bmatrix}3\\2\end{bmatrix}}=3} і {\displaystyle {\begin{bmatrix}3\\1\end{bmatrix}}=2}. Можна побачити, що вони узгоджуються з попереднім розрахунком {\displaystyle s(n,k)} при {\displaystyle n=3} .
Беззнакові числа Стірлінга також можуть бути визначені алгебрично як коефіцієнти зростаючого факторіалу :
{\displaystyle x^{\bar {n}}:=(x)^{n}:=x(x+1)...(x+n-1)=\textstyle \sum _{k=0}^{n}{\begin{bmatrix}n\\k\end{bmatrix}}x^{k}\displaystyle }
Позначення, що використовуються на цій сторінці для чисел Стірлінга, не є універсальними і можуть суперечити позначенням в інших джерелах. (Позначення квадратних дужок {\displaystyle {\begin{bmatrix}n\\k\end{bmatrix}}} також є загальним позначенням коефіцієнтів Гауса.)

## Подальший приклад

Зображення знизу доводить рівність {\displaystyle {\begin{bmatrix}4\\2\end{bmatrix}}=11}: симетрична група на 4 об’єктах має 3 перестановки форми {\displaystyle (\centerdot )(\centerdot )} (має 2 орбіти, кожна розміром 2), і 8 перестановок форми {\displaystyle (\centerdot )(\centerdot \centerdot \centerdot )} (з 1 орбітою розміру 3 та 1 орбітою розміру 1).

## Знаки
Ознаки (знакових) чисел Стірлінга першого роду передбачувані і залежать від парності {\displaystyle n-k}. А саме, {\displaystyle s(n,k)=(-1)^{n-k}}

## Рекурентне співвідношення
Беззнакові числа Стірлінга першого виду можна обчислити за відношенням рекурентності{\displaystyle {\begin{bmatrix}n+1\\k\end{bmatrix}}=n{\begin{bmatrix}n\\k\end{bmatrix}}+{\begin{bmatrix}n\\k-1\end{bmatrix}}}
при {\displaystyle k>0} з початковими умовами {\displaystyle {\begin{bmatrix}0\\0\end{bmatrix}}:=0} i {\displaystyle {\begin{bmatrix}n\\0\end{bmatrix}}:={\begin{bmatrix}0\\k\end{bmatrix}}:=0} при {\displaystyle n>0}. Звідси одразу випливає тотожність для знакових чисел Стірлінга першого роду: {\displaystyle s(n+1,k)=-n\cdot s(n,k)+s(n,k-1)}
Алгебричне доведення. Доведемо дане відношення рекурентності, використовуючи означення чисел Стірлінга з точки зору зростаючих факторіалів. Використавши означення {\displaystyle x^{\bar {n}}}, маємо
{\displaystyle x^{\bar {n+1}}=x(x+1)...(x+n-1)(x+n)=x^{\bar {n}}(n+x)}
звідси {\displaystyle x^{\bar {n+1}}=n\cdot x^{\bar {n}}+x\cdot x^{\bar {n}}}
За означенням коефіцієнт при {\displaystyle x^{k}} в лівій частині цієї рівності дорівнює {\displaystyle {\begin{bmatrix}n+1\\k\end{bmatrix}}}В правій частині коефіцієнт при {\displaystyle x^{k}}в доданку {\displaystyle n\cdot x^{\bar {n}}} дорівнює {\displaystyle n\cdot {\begin{bmatrix}n\\k\end{bmatrix}}}, а в доданку {\displaystyle x\cdot x^{\bar {n}}} відповідно дорівнює{\displaystyle {\begin{bmatrix}n\\k-1\end{bmatrix}}}
З рівності многочленів випливає рівність коефіцієнтів при однакових степенях, тому виконується рекурентне співвідношення.
Комбінаторне доведення - доведемо рекурентне співвідношення, користуючись означенням чисел Стірлінга  через кількість циклів тобто, орбіт.
Розглянемо утворення перестановок {\displaystyle n+1} елементної множини з перестановок {\displaystyle n} елементної множини приєднанням одного нового елемента. Це можна зробити двома способами. До кожної перестановки {\displaystyle n} елементної множини поданої в циклічному виді, приєднаємо один цикл довжини один з новим елементом. Перестановки з {\displaystyle k} циклами {\displaystyle n+1} елементної множини утворюються з перестановок з {\displaystyle k-1} циклами {\displaystyle n} елементної множини, тому їх є {\displaystyle {\begin{bmatrix}n\\k-1\end{bmatrix}}} . Інші перестановки отримаємо {\displaystyle n} з перестановок  елементної множини з  {\displaystyle k} циклами приписуючи новий елемент до циклів які є після кожного з наявних елементів. Цим способом з кожної підстановки {\displaystyle n} елементної множини отримаємо {\displaystyle n} підстановок {\displaystyle n+1} елементної множини, тому маємо {\displaystyle n\cdot {\begin{bmatrix}n\\k\end{bmatrix}}} підстановок. Звідси випливає рекурентне співвідношення.

## Таблиця значень
Нижче наведено трикутний масив беззнакових значень для чисел Стірлінга першого виду, подібних за формою до трикутника Паскаля . Ці значення легко генерувати, використовуючи рекурентне співвідношення, яке отримане у попередньому розділі.
| n \ k | 0 | 1    | 2     | 3     | 4    | 5    | 6   | 7  | 8 |
| 0     | 1 |      |       |       |      |      |     |    |   |
| 1     | 0 | 1    |       |       |      |      |     |    |   |
| 2     | 0 | 1    | 1     |       |      |      |     |    |   |
| 3     | 0 | 2    | 3     | 1     |      |      |     |    |   |
| 4     | 0 | 6    | 11    | 6     | 1    |      |     |    |   |
| 5     | 0 | 24   | 50    | 35    | 10   | 1    |     |    |   |
| 6     | 0 | 120  | 274   | 225   | 85   | 15   | 1   |    |   |
| 7     | 0 | 720  | 1764  | 1624  | 735  | 175  | 21  | 1  |   |
| 8     | 0 | 5040 | 13068 | 13132 | 6769 | 1960 | 322 | 28 | 1 |

## Властивості

### Прості тотожності
Зауважте, що хоча {\displaystyle {\begin{bmatrix}0\\0\end{bmatrix}}=1}
ми маємо {\displaystyle {\begin{bmatrix}n\\0\end{bmatrix}}} якщо {\displaystyle n>0} і {\displaystyle {\begin{bmatrix}0\\k\end{bmatrix}}=0} якщо {\displaystyle k>0} ,
або більш загально {\displaystyle {\begin{bmatrix}n\\k\end{bmatrix}}=0} якщо {\displaystyle k>n}
Також
{\displaystyle {\begin{bmatrix}n\\1\end{bmatrix}}=(n-1)!}, {\displaystyle {\begin{bmatrix}n\\n\end{bmatrix}}=1}
Подібні співвідношення за участю чисел Стірлінга мають місце і для многочленів Бернуллі . Багато співвідношень для чисел Стерлінга відтіняють подібні відношення на біноміальних коефіцієнтах . Вивчення цих "тіньових відношень" називається кам’яне числення і завершується теорією послідовностей Шеффера . Узагальнення чисел Стірлінга обох видів на довільні складні вхідні дані можуть бути розширені через відношення цих трикутників до поліномів згортки Стерлінга. 